# Gromada Hydra A

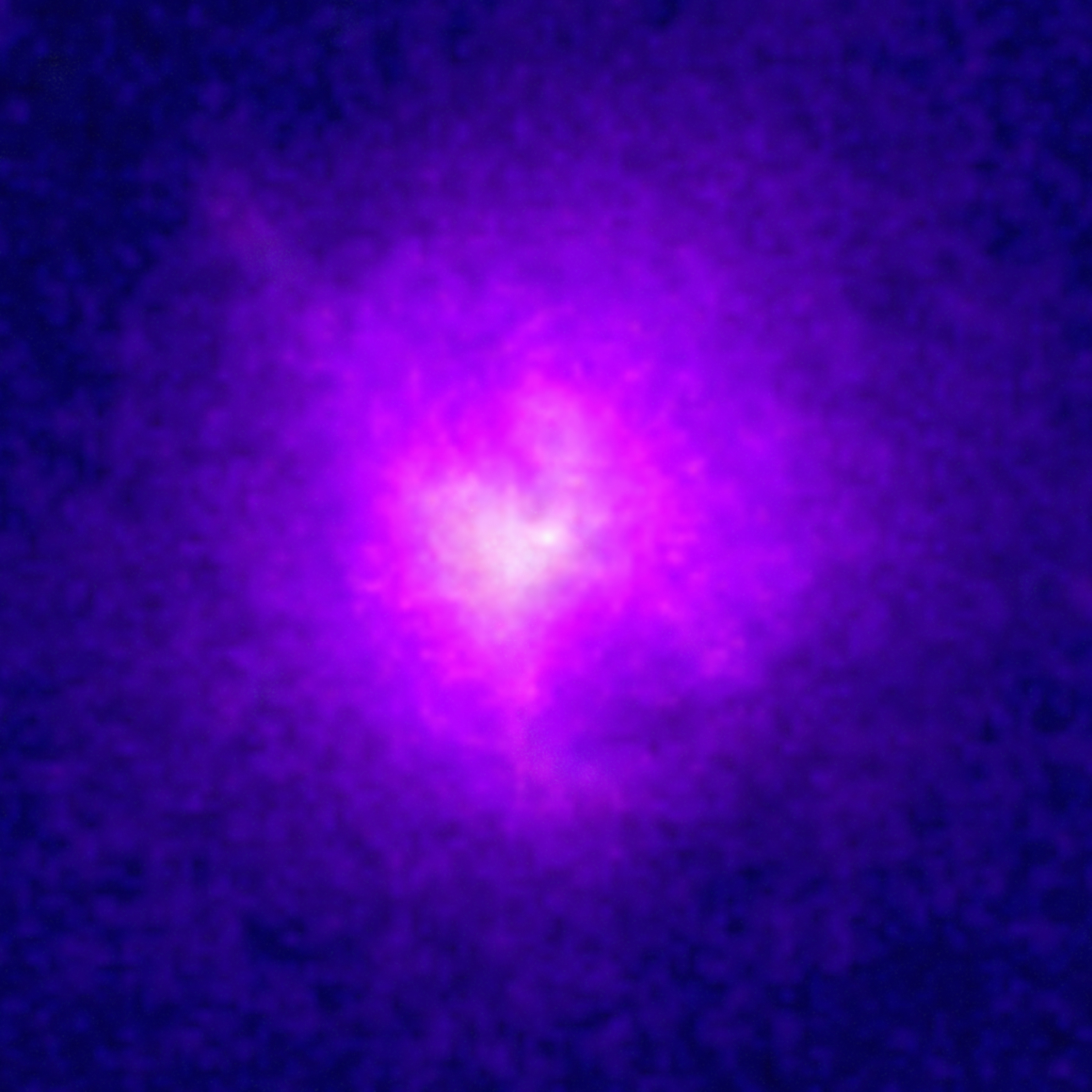
Gorący gaz gromady Hydra A na zdjęciu z teleskopu rentgenowskiego Chandra

Gromada Hydra A (również Abell 780 lub ACO 780) – gromada galaktyk znajdująca się w gwiazdozbiorze Hydry w odległości 840 milionów lat świetlnych. Gromada ta zawiera świecącą w zakresie promieniowania rentgenowskiego chmurę gorącego gazu, o temperaturze 40 milionów stopni Celsjusza, przenikającą pole galaktyk. Zakładano, że ta chmura w trakcie ochładzania dostaje się do centrum gromady powodując formowanie nowych gwiazd i galaktyk. Jednak zaobserwowane zjawiska wskazują, że pole magnetyczne galaktyk uniemożliwia swobodny przepływ gazu. Rozkład gazu przypomina pętle i długie włókna, co najprawdopodobniej uniemożliwia powstawanie nowych galaktyk i gwiazd w tej gromadzie.